# Final de la Copa FIFA Confederaciones 2013

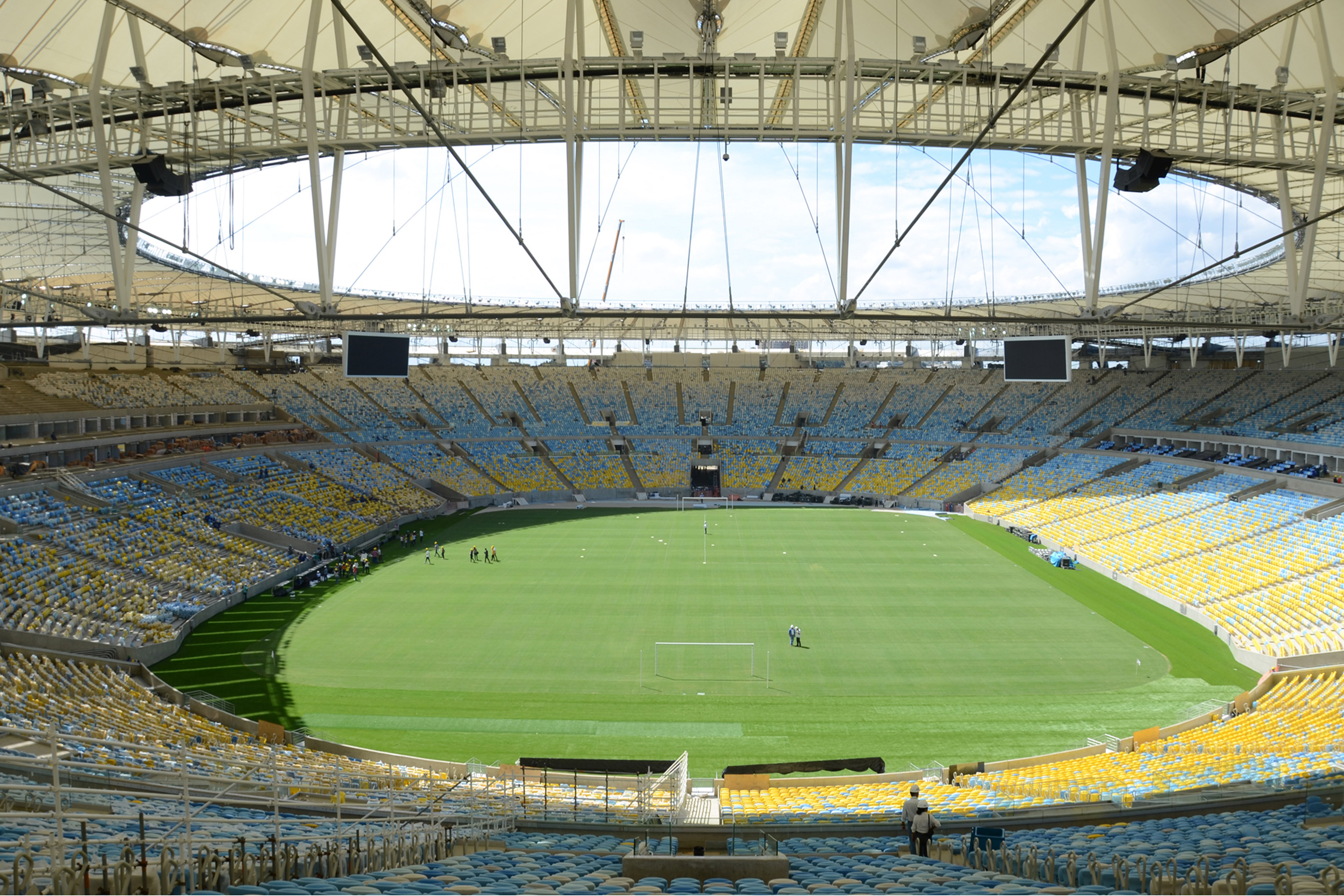
Brasil y España jugaron la final en el remozado Maracaná.

La final de la Copa FIFA Confederaciones de 2013 se jugó en el Estadio Maracaná el 30 de junio de 2013, se enfrentaron la selección local Brasil y la vigente campeona mundial España, el partido finalizó 3 a 0 a favor de la verdeamarela con goles de Fred por duplicado y Neymar, dándole a la canarinha su cuarto título confederacional.
Brasil es el primer tricampeón del torneo además de ser el único que ha llegado a 3 finales consecutivas. Es, junto con México (1999) y Francia (2003), el tercer conjunto en ser campeón siendo el organizador de la competición.

## Enfrentamiento
| Bandera de Brasil | vs. | Bandera de España |
| Brasil 3          | vs. | España 0          |
| ----------------- | --- | ----------------- |

## Camino a la final
| Equipo | Pts. | PJ | PG | PE | PP | GF | GC | Dif |
| ------ | ---- | -- | -- | -- | -- | -- | -- | --- |
| Brasil | 9    | 3  | 3  | 0  | 0  | 9  | 2  | 7   |
| Italia | 6    | 3  | 2  | 0  | 1  | 8  | 8  | 0   |
| México | 3    | 3  | 1  | 0  | 2  | 3  | 5  | -2  |
| Japón  | 0    | 3  | 0  | 0  | 3  | 4  | 9  | -5  |

| Equipo  | Pts. | PJ | PG | PE | PP | GF | GC | Dif |
| ------- | ---- | -- | -- | -- | -- | -- | -- | --- |
| España  | 9    | 3  | 3  | 0  | 0  | 15 | 1  | 14  |
| Uruguay | 6    | 3  | 2  | 0  | 1  | 11 | 3  | 8   |
| Nigeria | 3    | 3  | 1  | 0  | 2  | 7  | 6  | 1   |
| Tahití  | 0    | 3  | 0  | 0  | 3  | 1  | 24 | -23 |

## Partido
| 12         | Guardameta     | Júlio César         |     |
| 2          | Defensa        | Dani Alves          |     |
| 3          | Defensa        | Thiago Silva        |     |
| 4          | Defensa        | David Luiz          |     |
| 6          | Defensa        | Marcelo             |     |
| 18         | Centrocampista | Paulinho            | 88' |
| 17         | Centrocampista | Luiz Gustavo        |     |
| 11         | Centrocampista | Oscar               |     |
| 19         | Delantero      | Hulk                | 73' |
| 10         | Delantero      | Neymar              |     |
| 9          | Delantero      | Fred                | 80' |
| Entrenador | Entrenador     | Luiz Felipe Scolari |     |

| 1          | Guardameta     | Iker Casillas      |     |
| 17         | Defensa        | Álvaro Arbeloa     | 46' |
| 15         | Defensa        | Sergio Ramos       |     |
| 3          | Defensa        | Gerard Piqué       |     |
| 18         | Defensa        | Jordi Alba         |     |
| 16         | Centrocampista | Sergio Busquets    |     |
| 8          | Centrocampista | Xavi               |     |
| 6          | Centrocampista | Andrés Iniesta     |     |
| 11         | Centrocampista | Pedro              |     |
| 13         | Centrocampista | Juan Mata          | 52' |
| 9          | Delantero      | Fernando Torres    | 59' |
| Entrenador | Entrenador     | Vicente del Bosque |     |

| 23 | Centrocampista | Jadson   | 73' |
| 21 | Delantero      | Jô       | 80' |
| 8  | Centrocampista | Hernanes | 88' |

| 5  | Defensa        | César Azpilicueta | 46' |
| 22 | Centrocampista | Jesús Navas       | 52' |
| 7  | Delantero      | David Villa       | 59' |

| Anotado | 2'  | Fred   | 1-0 |
| Anotado | 44' | Neymar | 2-0 |
| Anotado | 48' | Fred   | 3-0 |

| Amonestado | 15' | Álvaro Arbeloa |
| Amonestado | 28' | Sergio Ramos   |

| Expulsado | 68' | Gerard Piqué |

| Árbitro             | Björn Kuipers     |
| Árbitros asistentes | Sander van Roekel |
| Árbitros asistentes | Erwin Zeinstra    |
| Cuarto árbitro      | Felix Brych       |

| 12         | Guardameta     | Júlio César         |     |
| 2          | Defensa        | Dani Alves          |     |
| 3          | Defensa        | Thiago Silva        |     |
| 4          | Defensa        | David Luiz          |     |
| 6          | Defensa        | Marcelo             |     |
| 18         | Centrocampista | Paulinho            | 88' |
| 17         | Centrocampista | Luiz Gustavo        |     |
| 11         | Centrocampista | Oscar               |     |
| 19         | Delantero      | Hulk                | 73' |
| 10         | Delantero      | Neymar              |     |
| 9          | Delantero      | Fred                | 80' |
| Entrenador | Entrenador     | Luiz Felipe Scolari |     |

| 1          | Guardameta     | Iker Casillas      |     |
| 17         | Defensa        | Álvaro Arbeloa     | 46' |
| 15         | Defensa        | Sergio Ramos       |     |
| 3          | Defensa        | Gerard Piqué       |     |
| 18         | Defensa        | Jordi Alba         |     |
| 16         | Centrocampista | Sergio Busquets    |     |
| 8          | Centrocampista | Xavi               |     |
| 6          | Centrocampista | Andrés Iniesta     |     |
| 11         | Centrocampista | Pedro              |     |
| 13         | Centrocampista | Juan Mata          | 52' |
| 9          | Delantero      | Fernando Torres    | 59' |
| Entrenador | Entrenador     | Vicente del Bosque |     |

| 23 | Centrocampista | Jadson   | 73' |
| 21 | Delantero      | Jô       | 80' |
| 8  | Centrocampista | Hernanes | 88' |

| 5  | Defensa        | César Azpilicueta | 46' |
| 22 | Centrocampista | Jesús Navas       | 52' |
| 7  | Delantero      | David Villa       | 59' |

| Anotado | 2'  | Fred   | 1-0 |
| Anotado | 44' | Neymar | 2-0 |
| Anotado | 48' | Fred   | 3-0 |

| Amonestado | 15' | Álvaro Arbeloa |
| Amonestado | 28' | Sergio Ramos   |

| Expulsado | 68' | Gerard Piqué |

| Árbitro             | Björn Kuipers     |
| Árbitros asistentes | Sander van Roekel |
| Árbitros asistentes | Erwin Zeinstra    |
| Cuarto árbitro      | Felix Brych       |

|                           |
| Bandera de Brasil         |
| Campeón Brasil 4.º título |